# Павия, Пьетро да
Пьетро да Павия (Pietro da Pavia, O.S.B., также известный как просто Pietro) — католический церковный деятель XII века. На консистории 1178 года был провозглашен кардиналом-епископом диоцеза Фраскати. Викарий рима с 1182 до возвращения папы Климент III в 1188.
Участвовал в выборах папы 1181 (Луций III), 1185 (Урбан III), 1187 (Григорий VIII) и 1187 (Климент III) годов.